# 高橋雅延
高橋 雅延（たかはし まさのぶ、1958年(昭和33年)7月27日 - ）は、日本の教育心理学者。専門は、認知心理学・実験心理学。学位は、博士（教育学）（京都大学）。京都大学助手・京都橘大学助教授・聖心女子大学教授を歴任。記憶の研究に取り組み、『記憶のふしぎがわかる心理学』や『記憶力の正体』といった著書もある。

## 来歴・人物
新潟県生まれ。小学校の教師を目指して京都教育大学に進学。鈴木鎮一の著書を読み、「人間の成長と教え方」に興味を抱くようになる。教え方や覚え方に興味を抱いた高橋は、大学院教育学研究科に進学して心理学（教育心理学、発達心理学）を専攻し、記憶を研究するようになる。
大学院修了後、京都大学助手、京都橘大学助教授を経て、1994年から聖心女子大学文学部助教授に就任。この年、国際会議でエリザベス・ロフタスに初めて出会っている。1996年には「記憶における符号化方略の研究」のテーマで、京都大学から博士（教育学）の学位を取得（論文博士）。翌年、同名の書籍が北大路書房から出版された。
2003年10月から翌年3月まで高橋はニュージーランドのビクトリア大学客員研究員を務め、2005年に教授昇進。清水寛之らと行った円周率暗記記録保持者を対象とした研究では、原口證にも協力を仰いでいる。2010年4月から9月まではベルギーのルーヴェン大学で、同年10月から翌年の2011年3月まではオーストラリアのフリンダース大学で客員研究員を務めた。2013年には助成研究吉田秀雄賞「準吉田秀雄賞」を受賞。

## 著書

### 単著
- 『記憶における符号化方略の研究』 北大路書房、1997年、ISBN 4762820733。
- 『記憶のふしぎがわかる心理学』 日本実業出版社、1999年、ISBN 4534030029。
- 『認知と感情の心理学』 岩波書店〈心理学入門コース〉、2008年、ISBN 9784000281126。
- 『変えてみよう!記憶とのつきあいかた』 岩波書店、2011年、ISBN 9784000258081。
- 『記憶力の正体 人はなぜ忘れるのか?』 筑摩書房〈ちくま新書〉、2014年、ISBN 9784480067807。
- 『記憶の深層　<ひらめき>はどこから来るのか』岩波書店、2024年、ISBN 9784004320258。

### 共編著
- 『視覚シンボルによるコミュニケーション : 日本版PIC』 藤澤和子、井上智義、清水寛之 共著、ブレーン出版, 1995年、ISBN 4892425478。
- 『感情と心理学 発達・生理・認知・社会・臨床の接点と新展開』 谷口高士 共編著、北大路書房、2002年、ISBN 4762822485。
- 『心のかたちの探究 異型を通して普遍を知る』 鳥居修晃、川上清文、遠藤利彦 共編、東京大学出版会、2011年、ISBN 9784130111317。
- 『心理学 心のはたらきを知る 第2版』梅本堯夫、大山正、岡本浩一 共著、 サイエンス社〈コンパクト新心理学ライブラリ〉、2014年、ISBN 9784781913384。

### 翻訳
- V.H.グレッグ『ヒューマンメモリ』共訳、サイエンス社、1988年、ISBN 4781905196。
- R.ケイル『子どもの記憶 おぼえること・わすれること』清水寛之 共訳、サイエンス社、1993年、ISBN 4781906893。
- サバス・C.マハラージ『視覚シンボルによるコミュニケーション ピクトグラム・イディオグラム・コミュニケーション(PIC)』清水寛之、井上智義、藤沢和子 共訳、ブレーン出版、1995年、ISBN 489242546X。